# 埃斯佩蘭薩 (秘魯)
9°47′55″S 70°45′12″W / 9.79861°S 70.75333°W
埃斯佩蘭薩（西班牙語：Esperanza）是秘魯的城鎮，位於該國東部烏卡亞利大區，是普魯斯省的首府，處於普魯斯河畔，毗鄰與巴西接壤的邊境，周圍被上普魯斯國家公園包圍。